# Balance
Balance je stará jednotka hmotnosti používaná v Belgii pro černé uhlí. Její velikost činila 68 kg.